# Sulzbach (Saar)
Sulzbach is een stad in de Duitse deelstaat Saarland, en maakt deel uit van het Regionalverband Saarbrücken.
Sulzbach telt 16.343 inwoners.

## Afbeeldingen

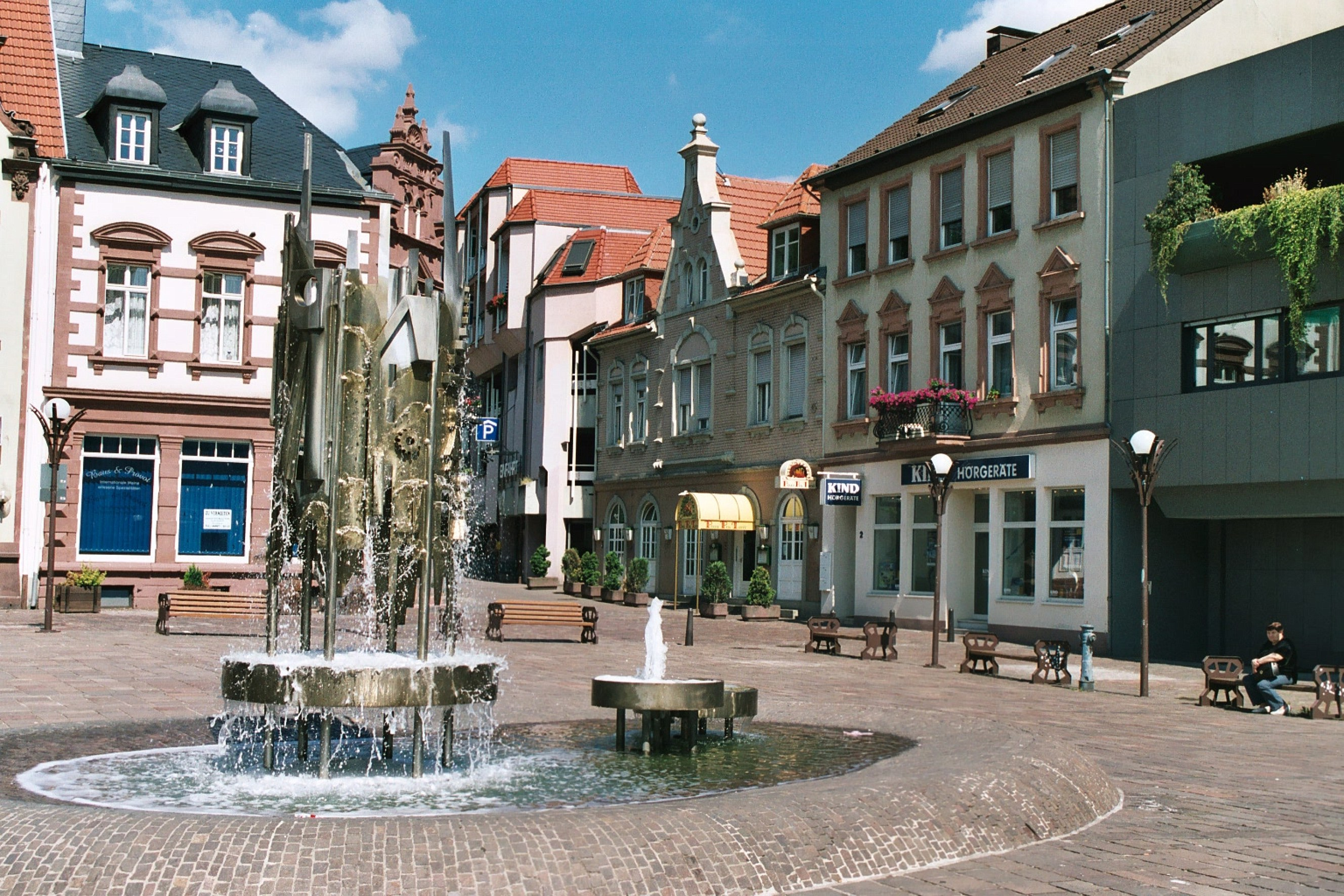
Obere Markt
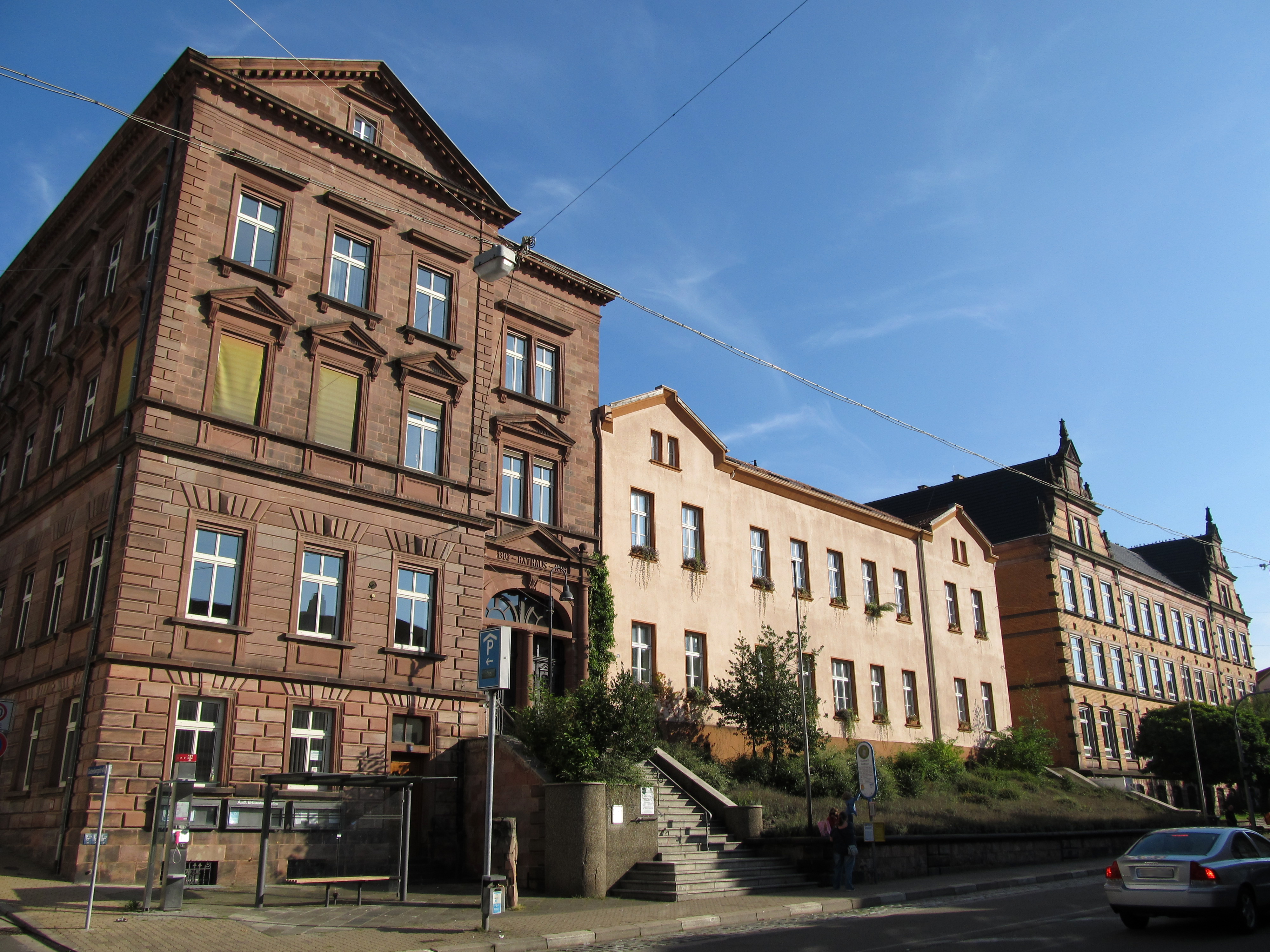
Gemeentehuis
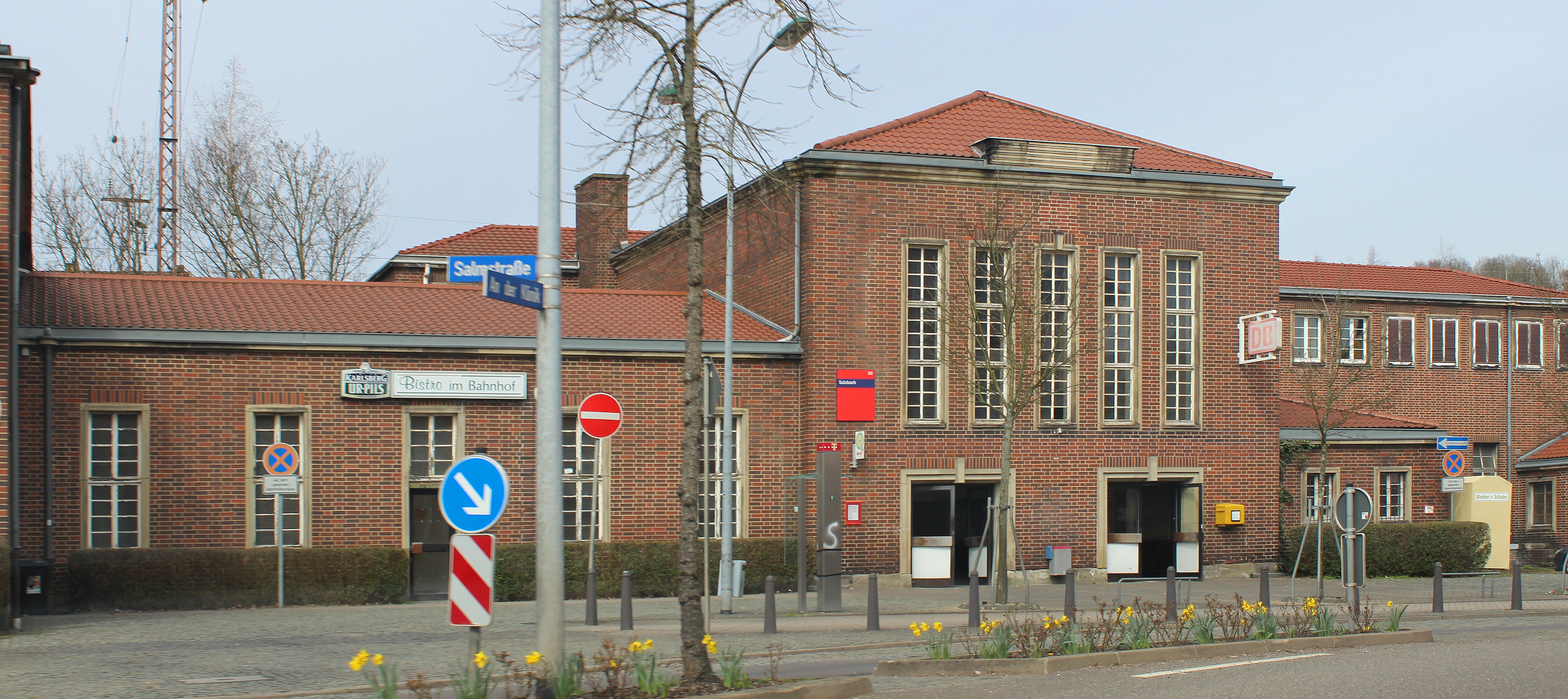
Station

Friedrichsthal ·
Großrosseln ·
Heusweiler ·
Kleinblittersdorf ·
Püttlingen ·
Quierschied ·
Riegelsberg ·
Saarbrücken ·
Sulzbach ·
Völklingen